# Cynodictis
Cynodictis és un gènere de mamífers carnívors extints que visqueren durant l'Eocè i l'Oligocè a Euràsia i Nord-amèrica. El gènere Cynodictis contingué altres espècies en el passat, però els científics anaren reassignant-les a altres gèneres o declarant-les nomina dubia fins que s'acabà convertint en un clade monotípic. El 2020, la descripció de C. peignei el tornà a convertir en un grup politípic.